# Kimplante
En kimplante er den unge plante, som netop er spiret frem af frøet. Kimen er forstadiet til den nye plante. Den er også den aktive del af frøet, som rummer de styrende arveanlæg, der skal sætte gang i spiringen. Kimplanten består af kimrod, kimstængel og et eller flere kimblade. Hos de enkimbladede planter findes kun ét kimblad, hos de tokimbladede er der to, mens der hos nåletræerne findes flere. Kimplanten har to vækstpunkter: et i toppen, der senere vil danne den blivende plantes stængel, blade og blomster, og et i spidsen af kimroden, hvorfra der sker rodvækst.
Spiringstidspunktet er bestemt af arvelige forhold. Planter fra egne med kolde vintre eller langvarige tørkeperioder har ofte indbygget en frøhvile, som forhindrer, at frøet går i gang med at spire på ugunstige tidspunkter. Frøet rummer – ud over kimen – oplagsnæring, frøhvide, hinder og den ydre skal. Frøhvilen brydes ved en kombination af tilgængeligt vand og passende (lav) temperatur. Når frøhvilen er brudt ved hjælp af en kombination af skiftende enzymer, er kimen klar til at spire.
Kimplantens spiring sættes i gang ved frøets optagelse af vand. Når vandindholdet når tæt på 60 %, igangsættes celledeling og cellestrækning i kimen. Det skaber kimroden, som sørger for optagelse af vand og mineralske salte fra den omgivende jord. Den videre fremspiring af kimstængel og kimblade er baseret på den energi og det materiale, som ligger klar i frøhviden. Så snart stængel og kimblade bliver belyst, dannes der grønkorn, og fotosyntesen går i gang. Fra dette tidspunkt bliver kimplanten mere og mere uafhængig af oplagsnæringen i frøhviden.
Efter et stykke tid dannes det eller de første, ægte blade. Kimroden vokser videre nedad eller den afløses af en blivende rod. Stænglen strækkes, og kimplanten er blevet til en rigtig plante. Først på det tidspunkt har planten gode muligheder for at overleve, for kimplanten er meget sart og dør let ved svampeangreb, dyregnav eller mekanisk skade (ukrudtsbekæmpelse f.eks.).